# Кемер (Бига)
Кемер (тур. Kemer) — деревня в Турции, в Малой Азии, на берегу бухты Кемер пролива Дарданеллы, в устье реки Кемер. Административно относится к району Бига в иле Чанаккале. Деревня расположена на месте древнего греческого города Па́рий (Па́рион, Па́риос, Па́риум, др.-греч. Πάριον) в Мисии на Геллеспонте, основанного милетцами.

## Древняя история
Геродот сообщает, что тиран Пария Герофант (Ἡρόφαντος) участвовал в походе Дария против скифов. В ходе Ионийского восстания Парий отпал от державы Ахеменидов и военачальник Дария Даврис в 500 году до н. э. взял Дардан, Абидос, Перкоту, Лампсак и Пес. По пути от Песа в Парий, Даврис получил известие о том, что к восстанию присоединились карийцы, и выступил против Карии.
Вскоре Парий вошёл в Делосский союз. В эллинистический период он перешёл во владения Лисимаха, а затем к династии Атталидов. Во времена Римской империи Парий был колонией в составе провинции Азия, после разделения которой в IV веке вошёл в состав провинции Геллеспонт. Древние монеты Пария довольно многочисленны, что свидетельствует о его большом производстве и развитом монетном дворе (в эллинистические времена символом города, изображавшимся на монетах, были горгоны).

## Христианский период
Деяния мученика святого Онисифора (память 7 (20) сентября и 8 (21) декабря) доказывают, что в Париуме существовала христианская община ещё до 180 года.
Другие святые, связанные с Парионом:
- Святой Менигн, почитаемый 22 ноября (5 декабря), принявший мученическую смерть при Деции († 250) ;
- Священномученик Феоген, епископ Парийский, чья память отмечается 2 (15) января († ок. 320);
- Преподобный Василий исповедник, епископ Парийский, почитаемый 12 (25) апреля († после 754).

Французский историк и теолог Ле Кьен упоминает 14 епископов парийских, последний из которых жил в середине XIV века. Сначала Парий был викариатством, но уже в 640 году стал самостоятельной архиепископией (Генрих Гельцер, «Неизданные ... тексты», 535) и оставался таковым до конца XIII века. Затем император Андроник II Палеолог сделал его митрополией под названием «Пегон и Парий».
По причине захвата Пария Османской империей, архиерейская кафедра «Пеги и Пария» (латинская форма названий) в 1354 году была упразднена, а действующий митрополит получил взамен резиденцию Созопола во Фракии (Миклошич и Мюллер, «Acta patriarchatus Constantinopolitani», I, 109, 111, 132, 300, 330). Это положило конец существованию Парийской епархии.
Кафедра остаётся включённой в список титулярных кафедр Католической церкви.

## Знаменитые уроженцы Пария
- Герофант (др.-греч.Ἡρόφαντος) из Париоса, тиран Париоса.
- Перегрин Протей, философ-киник, живший во втором веке нашей эры[6][7].